# Procesión de la Buena Muerte

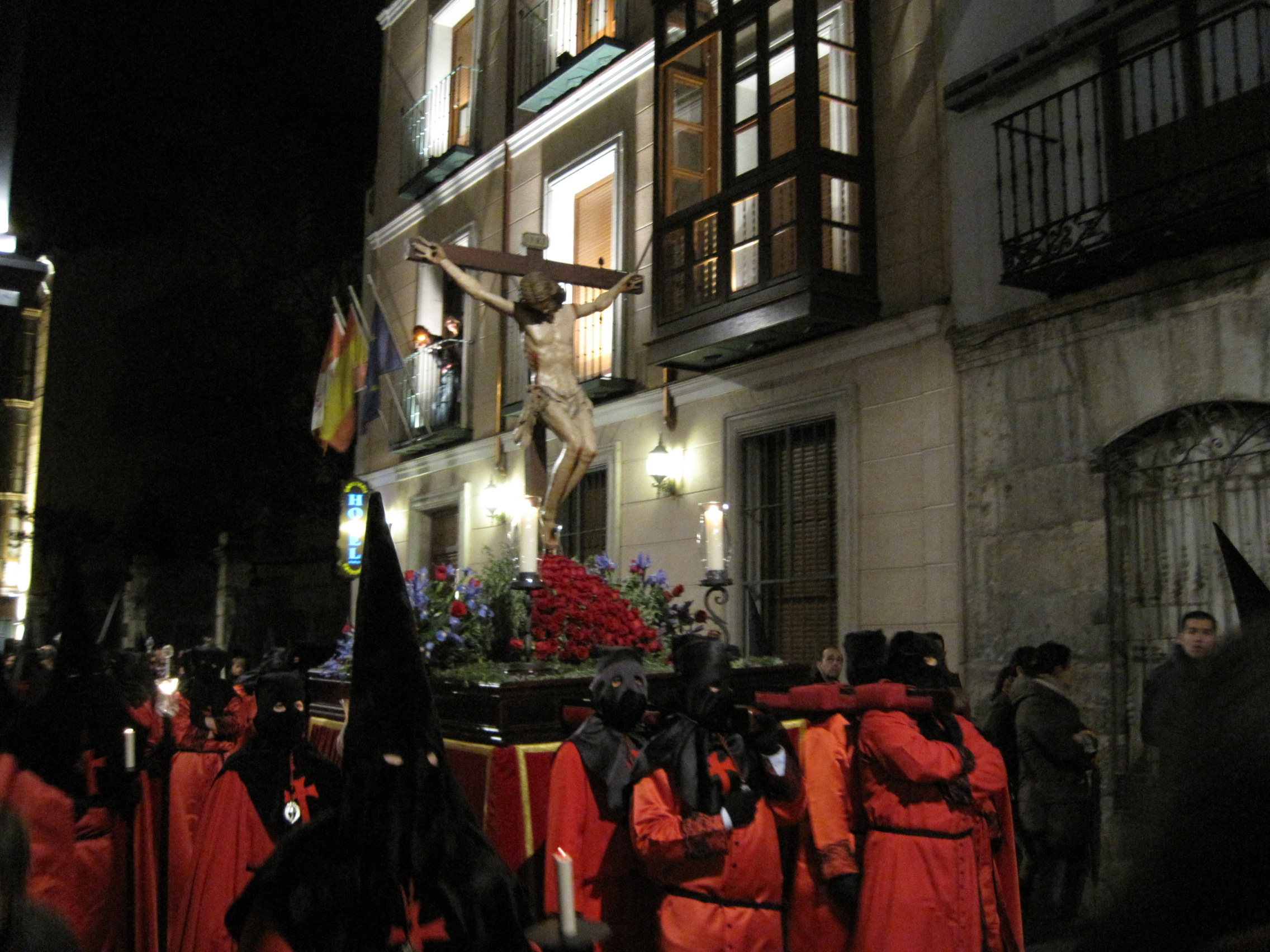
Santo Cristo del Olvido por la calle Catedral.

La Procesión de la Buena Muerte es una procesión de la Semana Santa de Valladolid organizada por la Venerable Cofradía de la Preciosísima Sangre de Nuestro Señor Jesucristo en la noche del Lunes Santo. El único paso que alumbra la cofradía en esta procesión es el Santo Cristo del Olvido, portado por doce personas.

## Recorrido
La procesión cuenta con un recorrido largo que posee dos puntos destacados:
- En el Santuario Nacional de la Gran Promesa donde se realiza el rezo de una estación.
- En frente al Colegio de San Albano donde se produce un emotivo encuentro entre el Santo Cristo del Olvido y la Virgen de la Vulnerata llevada a hombros por los estudiantes de este Colegio

La procesión parte de la Iglesia de Santa María La Antigua y trascurre por las calles Arzobispo Gandásegui, Plaza de la universidad, librería, plaza del colegio de Santa Cruz, Alonso Pesquera, hasta llegar a la Basílica Nacional de la Gran Promesa. Desde allí, continua  por: Fidel Recio, La Merced, Don Sancho, hasta el Colegio de San Albano (los ingleses) y regresa por la  Plaza de San Juan, Velardes, Juan Mambrilla, Ruiz Hernández, Plaza de la Universidad y Arzobispo Gandásegui, hasta el punto de partida.